# Ilana Kaplan
Ilana Kaplan (Porto Alegre, 9 de maio de 1965) é uma atriz brasileira que se afamou após interpretar a professora Matilde em Carrossel.

## Biografia
Ilana Kaplan nasceu em Porto Alegre em maio de 1965, em uma família de origem judaica. Iniciou sua carreira aos 20 anos de idade, destacando-se em comédias.  Protagonizou vários espetáculos, entre eles Passagem para Java que lhe rendeu o prêmio de melhor atriz 1986 - Troféu Açorianos e  Buffet Glória, que lhe deu projeção nacional numa  temporada de quatro anos consecutivos, recebeu os prêmios de melhor atriz - SATED - RS, atriz revelação APETESP-SP e uma indicação para o prêmio Oscarito-RJ.
Radicada em São Paulo desde 1995, trabalhou com diversos diretores, entre eles: Gerald Thomas, Guel Arraes, João Falcão, Paulo Autran, Elias Andreato e Jô Soares.
Em 2012, interpretou a professora de música Matilde, na telenovela Carrossel.
No final de março de 2021, a atriz viraliza na internet com um vídeo em seu perfil no Instagram, no qual interpreta Keila Mellman, uma decoradora e consultora de etiqueta virtual que opina sobre as atitudes das pessoas em meio à pandemia de COVID-19, e a frase "É de bom tom? Não é de bom tom", que se torna instantaneamente um meme.

## Filmografia

### Televisão
| Ano     | Título                       | Personagem                           | Notas |
| ------- | ---------------------------- | ------------------------------------ | --- |
| 2022    | Independências'              | Carlota Joaquina[carece de fontes?]  | |
| 2021    | 5X Comédia                   | Julita                               | Episódio: "Hipocondríaco" |
| 2018-19 | A Vila                       | Daysi                                | |
| 2018    | Amigo de Aluguel             | Laura                                | Episódio: "Três São Multidão" |
| 2017    | Mister Brau                  | Ester, a assistente social           | Episódio: "2 de maio" |
| 2016    | Carrossel em Desenho Animado | Professora Matilde (voz)             | |
| 2015    | I Love Paraisópolis          | Silvéria Mengarda Recanto de Queiroz | |
| 2014    | Patrulha Salvadora           | Matilde                              | |
| 2013    | Louco por Elas               | Marta                                | |
| 2012    | Carrossel                    | Matilde Carvalho                     | |
| 2011    | Macho Man                    | Cristina                             | |
| 2009    | Vende-se Um Véu de Noiva     | Daura Soares                         | |
| 2009    | Cilada                       | Vera Lima                            | |
| 2008    | Revelação                    | Aída Camargo                         | |
| 2007    | Amor e Intrigas              | Leonora Arkady                       | |
| 2006    | Sob Nova Direção             | Ana Rita                             | |
| 2005    | A Diarista                   | Rosineide Fernandes                  | |
| 2005    | A Diarista                   | Dona Verônica                        | Episódio: "Fumo Zero" |
| 2004    | Metamorphoses                | Joseane Fernandes                    | |
| 2002    | Os Normais                   | Marinete Ferreira                    | Episódio: "Um Programinha Normal"                                                                                                  |
| 2002    | Retrato Falado               | Ilana                                | |
| 2000    | Minuto Científico            | Várias Personagens                   | |
| 2000    | Ô Coitado                    | Valentina (Tina)                     | Episódio: "O Destino Bate à Porta"                                                                                                 |
| 1997    | A Comédia da Vida Privada    |                                      | |
| 1997    | Sai de Baixo                 | Lucinete                             | Episódio: "Prenda as Domésticas" Episódio: "Magda Mortífera" Episódio: "Adivinhe Quem Vem para Jantar" Episódio: "Dá no Pé, Louro" |
| 1997    | Sai de Baixo                 | Arlete Liege                         | Episódio: "Prenda as Domésticas"                                                                                                   |
| 1997    | Sai de Baixo                 | Irmã Bernardete dos Santos           | Episódio: "Prenda as Domésticas"                                                                                                   |
| 1991    | Dóris para Maiores           | Ilana                                | |
| 1990    | Lá Vem História              | Contadora de Histórias               | |

### Cinema
| Ano  | Título                                 | Personagem      | Notas          |
| ---- | -------------------------------------- | --------------- | -------------- |
| 2021 | Dois Mais Dois                         | —               |                |
| 2018 | Contra a Parede                        | Recepcionista   |                |
| 2018 | Uma Quase Dupla                        | Guia Turística  |                |
| 2017 | TOC: Transtornada Obsessiva Compulsiva | Médica          |                |
| 2011 | Juras Eternas 2                        | Helena          |                |
| 2010 | Tô Frito                               | Dona Rosa Paz   |                |
| 2009 | High School Musical: O Desafio         | Sra. Evans      |                |
| 2007 | Xuxa em Sonho de Menina                | Tia Memélia     |                |
| 2004 | Nina                                   | Mulher no sonho |                |
| 2003 | Como Fazer Um Filme De Amor            | —               |                |
| 2003 | A Festa de Margarette                  | Margarette      |                |
| 1996 | Deus Júnior                            | —               |                |
| 1996 | Super Colosso                          | Dona Gabriela   |                |
| 1996 | Os Três Zuretas                        | Justina         |                |
| 1994 | A Loura Incendiária                    | —               |                |
| 1991 | Batalha Naval                          | Filha           | Curta-metragem |
| 1987 | A Voz Da Felicidade                    | —               | Curta-metragem |
| 1987 | A Hora Da Verdade                      | —               | Curta-metragem |
| 1991 | Dona Sílvia não gostava de música      | Dona Sílvia     | Curta-metragem |
| 1991 | O Vampiro de Novo Hamburgo             | Apresentadora   | Curta-metragem |
| 1986 | Prazer Em Conhecê-la                   | —               | Curta-metragem |

## Teatro
| Ano     | Nome                      | Direção             |
| ------- | ------------------------- | ------------------- |
| 2017    | Baixa Terapia             | Marco Antônio Pâmio |
| 2013    | O Terraço                 | Alexandre Reinecke  |
| 2007–08 | Ensina-me a Viver         | João Falcão         |
| 2006–07 | Ricardo III               | Jô Soares           |
| 2004–06 | Terça Insana              | Grace Gianoukas     |
| 2003–04 | Três Versões da Vida      | Elias Andreato      |
| 2002–03 | Terça Insana              | Grace Gianoukas     |
| 2001    | Dia das Mães              | Paulo Autran        |
| 1999–00 | As Filhas de Lear         | Roberto Camargo     |
| 1998    | O Burguês Ridículo        | João Falcão         |
| 1996    | Arsênico e Alfazema       | Roney Fachini       |
| 1995    | Don Juan                  | Gerald Thomas       |
| 1991–95 | Buffet Glória             | Élcio Rossini       |
| 1989    | Partituras                | Maria Helena Lopes  |
| 1988    | Lisístrata de Aristófanes | Roberto Camargo     |
| 1986–87 | Passagem pra Java         | Élcio Rossini       |

## Prêmios e indicações
| Ano  | Prêmio                       | Categoria                    | Indicação                | Resultado |
| ---- | ---------------------------- | ---------------------------- | ------------------------ | --------- |
| 2003 | Prêmio Qualidade Brasil - SP | Melhor Atriz Teatral Comédia | Três Versões da Vida     | Indicada  |
| 2021 | Prêmio Arcanjo de Cultura    | Redes                        | Personagem Keila Mellman | Indicada  |